# Medaeus elegans
Medaeus elegans är en kräftdjursart som beskrevs av Alphonse Milne-Edwards 1867. Medaeus elegans ingår i släktet Medaeus och familjen Xanthidae. Inga underarter finns listade i Catalogue of Life.